# 擬飛魚屬
擬飛魚屬（屬名：Parexocoetus），是飛魚科下的一個屬，目前已知該屬共有三個物種。 主要存在于热带和亚热带的大西洋西部和印度洋至太平洋之間的海域。此屬的飛魚與其他飛魚科最大的不同在於它的下颚非常突出，并且在头盖骨和肩带之间有一個关节，使其头部比该科的其他品種都更加靈活。

## 物種
該屬目前已知有三個種：
- 白短鰭擬飛魚（Parexocoetus brachypterus）：又稱短鰭擬飛魚。
- 希爾擬飛魚（Parexocoetus hillianus)
- 黑短鰭擬飛魚（Parexocoetus mento）：又稱長頜擬飛魚。